# 哈萨克斯坦石油公司
哈萨克斯坦石油公司（英语:PetroKazakhstan）是一家总部位于加拿大卡尔加里的石油公司，资产主要位于哈萨克斯坦。2005年被中国石油天然气集团公司以42亿美元并购。